# Lilla-Tjärbysjö
Lilla-Tjärbysjö är en sjö i Laholms kommun i Halland som ingår i Lagans huvudavrinningsområde. Sjön har en area på 0,191 kvadratkilometer och ligger 33,3 meter över havet. Vid provfiske har abborre, gädda och mört fångats i sjön. Vid sjöns södra strand ligger tätorten Lilla Tjärby och 700 meter söder om sjön ligger tätorten Laholm.

## Externa länkar

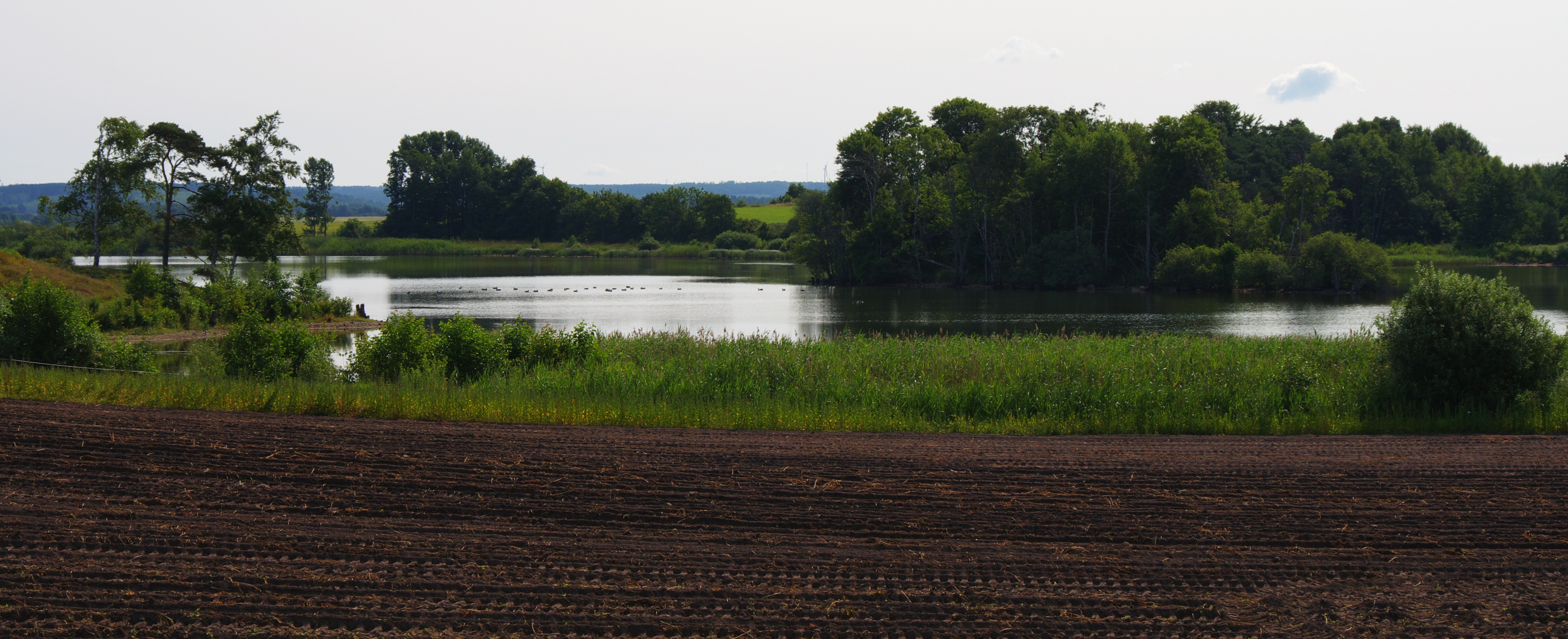

## Delavrinningsområde
Lilla-Tjärbysjö ingår i delavrinningsområde (627003-133189) som SMHI kallar för Mynnar i Lagans vattendragsyta. Medelhöjden är 62 meter över havet och ytan är 40,58 kvadratkilometer. Det finns inga avrinningsområden uppströms utan avrinningsområdet är högsta punkten. Lillån som avvattnar avrinningsområdet har biflödesordning 2, vilket innebär att vattnet flödar genom totalt 2 vattendrag innan det når havet efter 11 kilometer. Avrinningsområdet består mestadels av skog (31 %), öppen mark (10 %) och jordbruk (50 %). Avrinningsområdet har 0,62 kvadratkilometer vattenytor vilket ger det en sjöprocent på 1,5 %. Bebyggelsen i området täcker en yta av 0,5 kvadratkilometer eller 1 % av avrinningsområdet.